# Giorgio Di Genova
Giorgio Di Genova (Roma, 23 ottobre 1933 – Roma, 25 luglio 2023) è stato uno storico dell'arte italiano, autore dell'enciclopedia intitolata Storia dell'arte italiana del '900.

## Biografia
Laureatosi in Storia dell'arte all'Università La Sapienza di Roma con una tesi su Silvestro Lega, iscritto al Partito Comunista Italiano, da cui uscì nel 1956, dopo i fatti d'Ungheria, intraprese una lunga attività di critico e storico dell'arte, oltre che di curatore di esposizioni e allestimenti museali. Fu autore di numerose monografie.
Nel 1975 fondò la rivista trimestrale d'arte Terzo occhio, edita da Bora, di cui fu il coordinatore fino al 2006. Nel 1984 fu commissario per il padiglione italiano alla XLI Biennale di Venezia, invitando Antonio Bueno, Mario Padovan e Novello Finotti, mentre nel 1993 fu nella commissione per la XII Quadriennale di Roma, nella sezione inviti, poi annullata per dimissioni di Alberto Sughi. 
Nel 1980 ideò e curò per la Provincia di Rieti le Biennali Nazionali d'Arte Contemporanea, avviate con Generazione anni Venti, a cui affiancò al posto del consueto catalogo un volume. Dopo aver curato la Biennale Generazione anni Dieci (1982) e Generazione primo decennio (1985), per dissensi insanabili interruppe i rapporti con la Provincia di Rieti e nel 1990 riavviò per la Edizioni Bora di Bologna la stesura dei volumi, riveduti ed ampliati, della Storia dell'arte italiana del '900, impresa conclusa il 2010 con la pubblicazione dell'Indice generale dei nove tomi. Nel 1997 fondò a Bologna in Arte Fiera, il Gruppo Aniconismo Dialettico (GAD), con gli artisti pittori e scultori Renzo Eusebi, Pasquale Di Fabio, Walter Coccetta, Antonio Di Girolamo e Pitti.
Nel 1999 fu tra i fondatori del MAGI '900, concepito come un'antologia dell'arte italiana del Novecento e allestito secondo criteri cronologici e generazionali, in modo da essere il corrispettivo museale del contenuto della sua Storia dell'arte. Di Genova ne fu anche direttore artistico fino al 2006, anno in cui rassegnò le dimissioni per contrasti con il proprietario. Nel 2008 fu nominato dalla Camera di Commercio di Vibo Valentia curatore artistico del Premio Internazionale Lìmen Arte da lui ideato e avviato nel 2009 e proseguito per 7 edizioni, assieme al critico e storico dell'arte calabrese Enzo Le Pera: con le opere premiate e donate da artisti venne costituita la Galleria d'arte Contemporanea, allestita nelle sale  del Valentianum.

## Opere
- Storia dell'arte italiana del '900: per generazioni, Bologna, Bora, SBN CFI0039104.
- Gruppo Aniconismo Dialettico (GAD): Walter Coccetta, Pasquale Di Fabio, Antonio Di Girolamo, Renzo Eusebi, Pitti, Bologna, Bora, 1997, ISBN 88-85345-05-0.
- Idiomi della scultura contemporanea 2, Milano, Electa, 1989, ISBN 88-435-2917-X.
- Percorsi d'Arte in Italia, Rubbettino, 2018, ISBN 978-88-498-5632-3.
- Panorama dell'Arte Contemporanea in Italia 2019, Rubbettino, 2019, ISBN 8849860463.
- Stelman, Gangemi Editore, 2020, ISBN 9788849237917. Monografia sull'artista Stelman.